# Academy of Interactive Arts & Sciences
De Academy of Interactive Arts & Sciences (AIAS) is een Amerikaanse non-profitorganisatie die is opgericht in 1996. Het organiseert en reikt prijzen uit tijdens de jaarlijks gehouden D.I.C.E. Awards. De AIAS zet zich in voor de vooruitgang en erkenning van interactieve kunsten. In 2020 vertegenwoordigde de AIAS ruim 30.000 leden uit de computerspelindustrie.

## Aangesloten bedrijven
Aangesloten bedrijven in 2024:
- Activision Blizzard
- Annapurna Interactive
- Ascendant Studios
- Bethesda Softworks
- Blind Squirrel Games
- Bungie
- Electronic Arts
- Enhance Games
- Epic Games
- Game Pill
- Gearbox Software
- GoodbyeWorld Games
- Grumpy Pixel
- iNK Stories
- Insomniac Games
- Kabam
- MWM
- Netmarble
- Ninja Theory
- Nintendo
- Obsidian Entertainment
- ProbablyMonsters
- Proletariat
- Ready at Dawn
- Riot Games
- Romero Games
- Schell Games
- Skydance Interactive
- Sony Interactive Entertainment
- Square Enix
- Take-Two Interactive
- That's No Moon
- Ubisoft
- Valve
- Wargaming
- Warner Bros. Interactive Entertainment
- Xbox Game Studios